# Dąbrowa (hromada Krzemieniec)
Dąbrowa (ukr. Діброва, Dibrowa) – wieś na Ukrainie, w obwodzie tarnopolskim, w rejonie krzemienieckim, w hromadzie Krzemieniec. W 2001 roku liczyła 160 mieszkańców.